# Desafio Internacional da Cidade do Cabo de 2010
O Desafio Internacional da Cidade do Cabo de 2010 foi a primeira edição deste torneio de futebol, que é disputado a cada dois anos na Cidade do Cabo, África do Sul. Neste ano a competição ocorreu entre os dias de 8 a 10 de abril.
A seleção Nigeriana foi a campeã competição após dois jogos disputados, com uma vitória e um empate.

## Classificação
| Pos | Seleção       | Pts | J | V | E | D | GF | GC | SG |
| --- | ------------- | --- | - | - | - | - | -- | -- | -- |
| 1º  | Nigéria       | 4   | 2 | 1 | 1 | 0 | 4  | 2  | 2  |
| 2º  | Brasil        | 3   | 2 | 1 | 0 | 1 | 3  | 3  | 0  |
| 3º  | África do Sul | 3   | 2 | 1 | 0 | 1 | 4  | 5  | -1 |
| 4º  | Gana          | 1   | 2 | 0 | 1 | 1 | 1  | 2  | -1 |

| 8 de abril | Gana | 1 – 1     | Nigéria | Newlands Stadium, Cidade do Cabo |
| 14:00      |      | Relatório |         |                                  |

| 8 de abril | África do Sul | 3 – 2     | Brasil | Newlands Stadium, Cidade do Cabo |
| 16:30      |               | Relatório |        |                                  |

| 10 de abril | África do Sul | 1 – 3     | Nigéria | Estádio da Cidade do Cabo, Cidade do Cabo |
| 16:00       |               | Relatório |         |                                           |

| 10 de abril | Gana | 0 – 1     | Brasil | Estádio da Cidade do Cabo, Cidade do Cabo |
| 18:30       |      | Relatório |        |                                           |

## Premiações
| Desafio Internacional da Cidade do Cabo de 2010 |
| ----------------------------------------------- |
| Nigéria Campeão (Primeiro título)               |